# 落葉冬青
落葉冬青（学名：[Ilex decidua] 错误：{{Lang}}：文本有斜体标记（帮助））又稱草地冬青、沼澤冬青，為原產於美國的冬青屬植物。

## 特徵

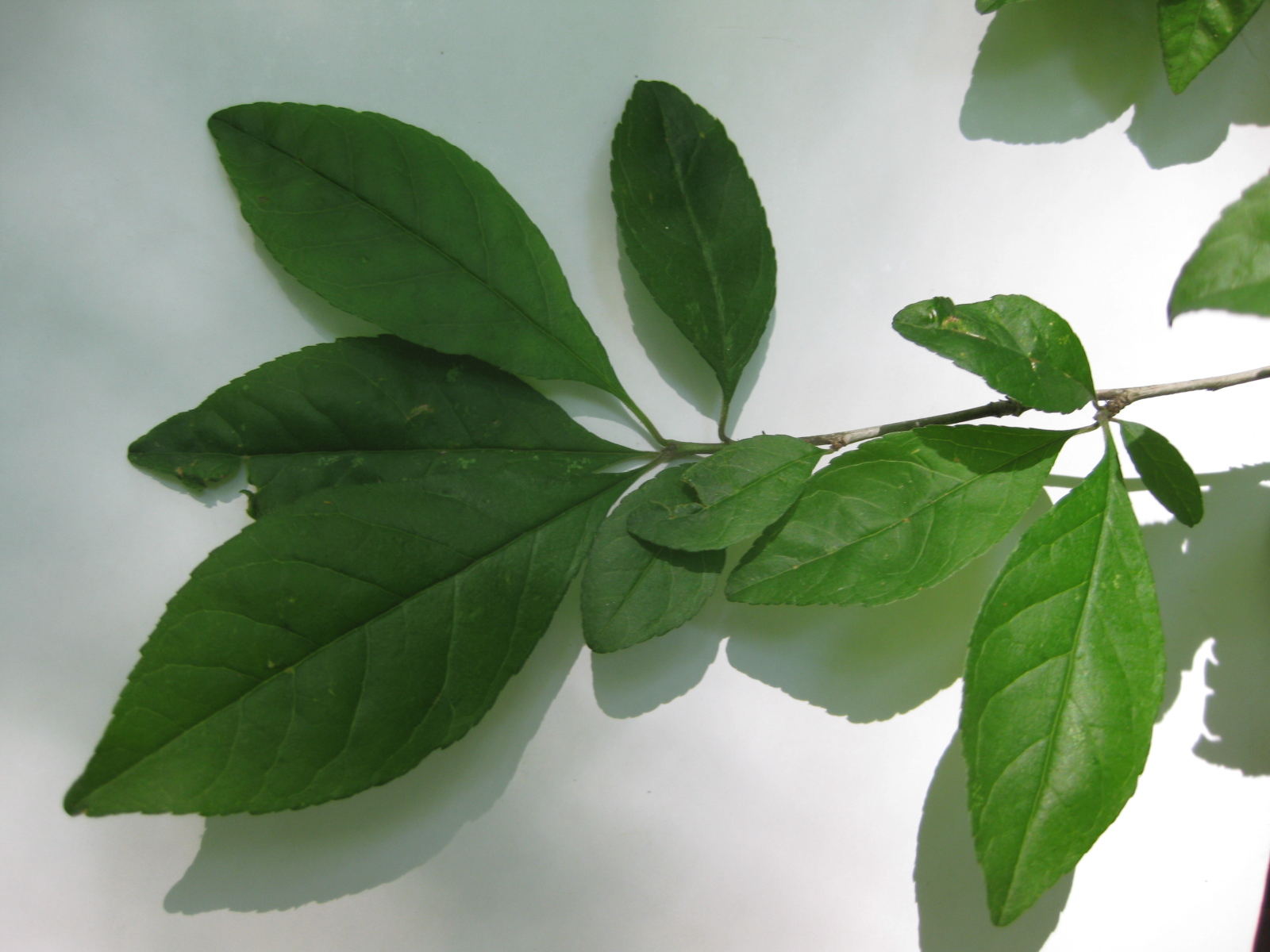
落葉冬青葉

落葉冬青為一種落葉性灌木或小型喬木植株，外觀呈直立生長，成熟植株約略3至4.5公尺高，而生長在部分遮蔭環境下的植株可高於4.5公尺。 落葉冬青的樹幹和枝條以叢生的方式生長，在野外可形成9公尺高的大型灌木叢。樹皮顏色為淺棕色或灰色，外部呈光滑或帶疣粗糙的表面。樹枝外觀纖細無毛，呈銀灰色，而樹芽外形呈馬刺型帶尖鱗的尖狀側芽。
顯著特徵為尖齒葉緣和長2至8毫米的果梗，樹葉呈倒卵型單葉互生，長約2.5至7.5公分。，雖然落葉冬青屬於落葉植物，但樹葉在秋天落下前深綠色外觀並不易有明顯的顏色變化。
落葉冬青於三月到五月開白色的小花，核果則在初秋成熟。果實顏色多呈現紅色而少數呈黃色，外觀為直徑4至8毫米具有光澤的球形，內含有3至5顆種子。果實在落葉後將持續在枝條上存在直至度過冬季，並在光禿的樹枝上產生了艷麗的冬季景象。果實雖然在秋天便已成熟，但在經過凍融後的春天，帶有苦味的果實才成為許多鳥類和哺乳動物的首要食物來源。

## 分佈及生態關係

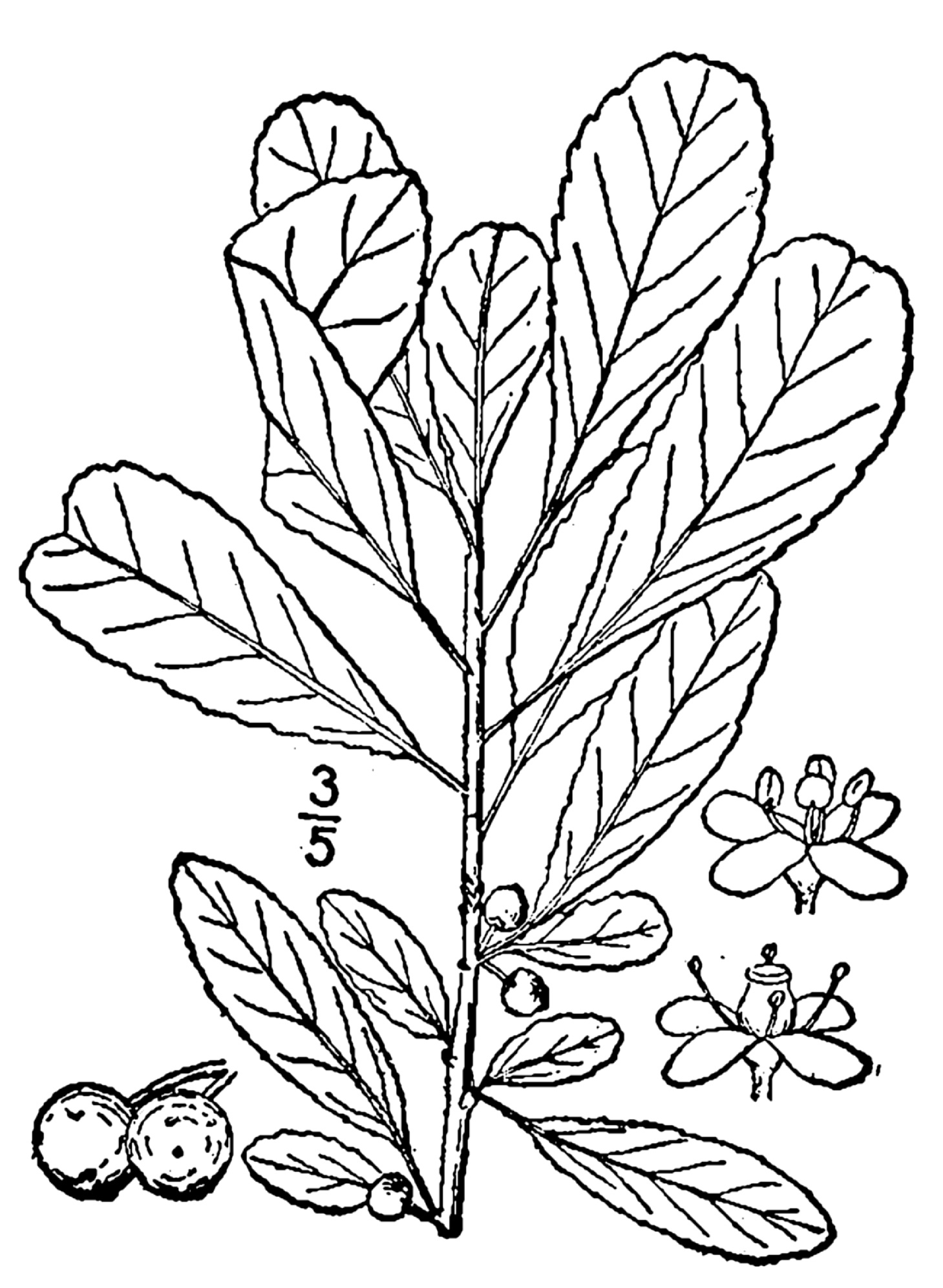
落葉冬青之圖紙記錄

落葉冬青喜好生長於氾濫平原、沼澤或湖泊邊海拔約360公尺的土地上， 並與水藍果樹、琴葉橡、落羽松、美國梧桐和朴樹有生態關聯性。
果實為鳴禽和小型哺乳動物所食， 而鹿則食用其嫩芽。
廣泛分佈於美國阿拉巴馬州、阿肯色州、佛羅里達州、喬治亞州、伊利諾州、印第安納州、堪薩斯州、肯塔基州、路易斯安那州、馬里蘭州、密蘇里州、密西西比州、北卡羅來納州、俄克拉荷馬州、南卡羅來納州、田納西州、德克薩斯州、維吉尼亞州和華盛頓特區
，亦分佈於墨西哥北部的契瓦瓦州和科阿韋拉州。

## 運用

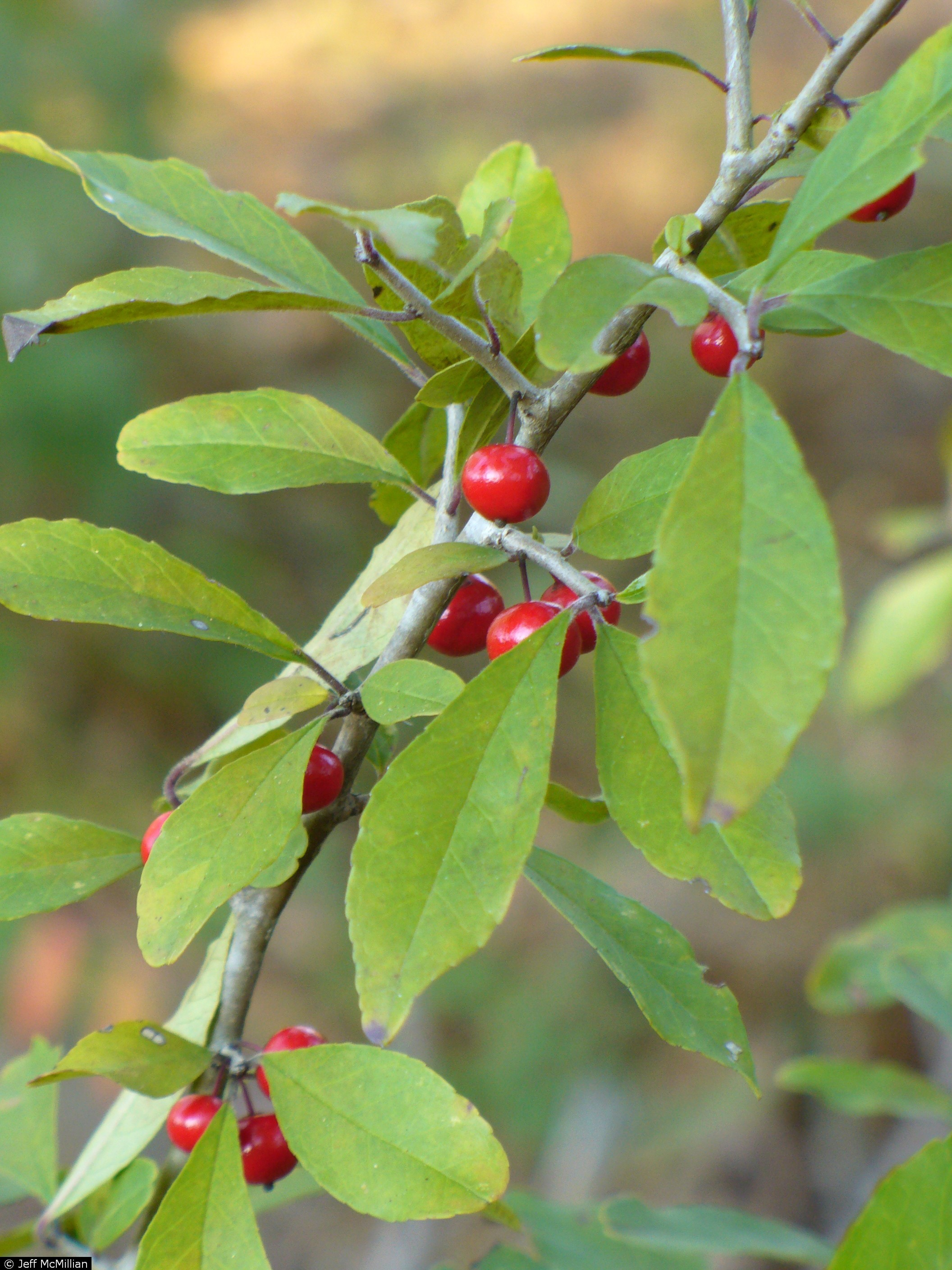
落葉冬青莖葉和果實

落葉冬青的生長習性使其在原生地區具有各種觀賞和功能用途。厚實的樹幹和枝條使落葉冬青可作為有效的屏障植物，由於樹冠上的葉子生長地十分緊實，使得除去下部樹枝後可形成整齊的小型樹株。該種植物可作為灌木或小型喬木在各種景觀用途中作為觀賞植物，非常適合種植於後院花園。由於落葉冬青可以忍受潮濕的土壤，並且經常有野生動物棲息，因此也是穩定河床或蓄水池堤岸的絕佳樹種。樹藝師則推薦該種植物種植於停車場緩衝帶和島嶼、高速公路分隔島或以盆栽的形式種植於甲板和露台。
由於落葉冬青具有引人注目的核果，所以該樹種經常被用作冬季觀賞植物，並收集枝條作為聖誕裝飾。奧杜邦學會特別將落葉冬青納入他們對鳥類安全戶外節日裝飾的建議樹種中。
由於落葉冬青的樹型矮小，所以普遍認為其木材不具有商業價值。

## 品種

### 結果型（需授粉型）
- Ilex decidua 'Byer's Golden'- 黃色核果。[3]
- Ilex decidua 'Council Fire'- 於冬天持續長有橙紅色核果。[3]
- Ilex decidua 'Pendula'
- Ilex decidua 'Pocahontas' - 生長旺盛，果實呈鮮紅色非常有光澤，葉子較早落葉。[12]
- Ilex decidua 'Sentry' - 獨特的窄柱狀生長習性，[12] 植株平均高6公尺，[2] 可能非常適合於高速公路分隔島種植。[3]
- Ilex decidua 'Sundance' - 植株平均高2.1公尺，帶有橙紅色核果。[2]
- Ilex decidua 'Red Cascade' - 具有碩大茂盛的紅色核果，[2] 在植株重新長滿葉子之前極具吸引力。[12]
- Ilex decidua 'Warren's Red'- 具有數量眾多帶光澤的鮮紅色核果，樹枝呈拱形，全年大部分時間皆帶有銀色的樹皮和深綠色的葉子。[12][2]

### 授粉型（不結果）
- IIlex decidua 'Red Escort' - 獨特的雄性授粉媒介，外觀似“Warren's Red”。[3][2][12]
- 北美冬青（Ilex opaca）亦可為任一結果型落葉冬青授粉。[13]

## 文獻
- 維吉尼亞理工大學的樹木學:落葉冬青
- 北卡羅來納州立大學: 落葉冬青 （页面存档备份，存于）

1. ↑  Stritch, L. . The IUCN Red List of Threatened Species. 2018, 2018: e.T122927419A122927594  [3 May 2020]. doi:10.2305/IUCN.UK.2018-1.RLTS.T122927419A122927594.en .
2. 1 2 3 4 5 6 7 8 9  . plants.ces.ncsu.edu.   [2021-08-08]. （原始内容存档于2022-08-13）.
3. 1 2 3 4 5 6 7 8 9 10 11 12 13 14 15  Gilman, Edward F. . edis.ifas.ufl.edu. UF IFAS Extension.   [2021-08-08]. （原始内容存档于2022-07-01） （英语）.
4. 1 2 3 4 5 6 7 8 9 10  Brown, Claud L.; L. Katherine Kirkman. . Portland, Oregon: Timber Press. 1990: 178–179. ISBN 0-88192-148-3.
5. 1 2 3 4  Duncan, Wilbur H. and Marion B. Duncan. . Athens, Georgia: The University of Georgia Press. 1988: 304–305. ISBN 0-8203-1469-2.
6. 1 2  .   [2009-07-14]. （原始内容存档于2021-04-10）.
7. ↑  . Florida Department of Environmental Protection.   [2009-07-14]. （原始内容存档于2010-02-09）.
8. ↑  Little, Elbert L. . New York: Knopf. 1980: 561–62. ISBN 0-394-50760-6.
9. ↑  . Natural Resources Conservation Service. United States Department of Agriculture.   [2009-07-14]. （原始内容存档于2013-05-05）.
10. ↑  . Germplasm Resources Information Network (GRIN). USDA.   [2009-07-14].
11. ↑  Wallington, Natalie. . Audubon Magazine. 4 Dec 2020  [8 August 2021]. （原始内容存档于2022-12-09）.
12. 1 2 3 4 5  . Simpson Nursery Company. 2013-06-06  [2021-08-08]. （原始内容存档于2022-08-08） （美国英语）.
13. ↑  Ilex decidua （页面存档备份，存于） - 北卡羅來納州立大學